# Edricus
Edricus là một chi nhện trong họ Araneidae.